# Ctenoluciidae
Las agujetas son la familia Ctenoluciidae de peces de río incluida en el orden Characiformes. Su nombre procede del griego: ktenos (peine, por la forma de las escamas ctenoideas) + lucius (lanza).

## Morfología
Las tres características que combinadas justifican la agrupación de estas especies en una familia aparte de otros Characiformes son: cuerpo atenuado, mandíbulas alargadas con numerosos dientes relativamente pequeños con dientes recurvados hacia atrás dispuestos en una sola hilera en cada maxilar, así como la posición posterior de las aletas dorsal y anal.
Hay de varios tamaños, pero se ha descrito para una especie una longitud de 67 cm.

## Hábitat e importancia comercial
Se distribuyen por los ríos que hay en depresiones a ambos lados de la cordillera de los Andes: el género Ctenolucius se encuentra en Panamá, Colombia y oeste de Venezuela, mientras que el género Boulengerella aparece en la cuenca del río Orinoco, río Amazonas y ríos de las Guayanas. Son depredadores en aguas calmadas, los juveniles cazan en grupo mientras que los adultos son cazadores solitarios, siendo depredadores de alto nivel.
Son pescados tanto para ser usados en la alimentación humana, como para ser exportados para su uso comercial como peces de acuario.

## Géneros y especies
Existen 7 especies agrupadas en 2 géneros:
- Género Boulengerella (Eigenmann, 1903)
  - Boulengerella cuvieri (Spix y Agassiz, 1829)
  - Boulengerella lateristriga (Boulenger, 1895) - Agujeta.
  - Boulengerella lucius (Cuvier, 1816)
  - Boulengerella maculata (Valenciennes, 1850) - Agujeta, Pez lápiz, Lápiz challua o Picudo
  - Boulengerella xyrekes (Vari, 1995)
- Género Ctenolucius (Gill, 1861)
  - Ctenolucius beani (Fowler, 1907)
  - Ctenolucius hujeta (Valenciennes, 1850) - Aguja, Agujeta o Agujón.